# X-3試驗機
X-3“短剑”是一款道格拉斯公司制造的试验机，它有着细长的机身和很尖的机鼻。它的主要任务是为将来要进行长时间超音速飞行的飞机寻找合适的特征，包括钛的大量使用。但是，这架飞机平飞时的最高速度连1马赫都不到，这都要归咎于Westinghouse公司的J34发动机。

## 研发过程
X-3是早期试验机中看上去最先进的，但是这个计划的成果却不令人满意。X-3计划的目标很有野心：它会自己从地面起飞（以往的试验机都由母机带到空中），爬升到很高的高度，保持以2马赫的巡航速度飞行，然后自行降落。这架飞机的另一个任务是测试它的低展弦比机翼和钛的应用。
1949年6月30日，两架X-3被批准开始建造。由于原计划为它们配备的Westinghouse J46发动机无法达到推力，尺寸和重量的要求，所以它被推力更低的Westinghouse J34发动机取代，这种发动机在开着加力时也只能提供4900磅的推力，远远低于计划中的7000磅。第一架X-3完工后，在1952年9月11日被送往加利福尼亚州的爱德华空军基地。第二架X-3的建造被中止，因为它的发动机与机身都有小毛病，在分解后，它被用作备用零件。

## 飞行历史
X-3的“首飞”日期为1952年10月15日，由道格拉斯的飞行员 Bill Bridgeman驾驶。实际上那天只是要进行一次高速滑行测试，但出人意料的是，Bridgeman 竟驾驶着X-3起飞了，它在飞了约1英里后降落。官方承认的首飞日期为1952年10月20日，飞行员仍为Bill Bridgeman，这次飞行持续了约20分钟。至1953年12月，Bridgeman总共完成了26次飞行（包括那次没被官方承认的“首飞”）。这几次试飞使人们意识到了一个大问题：X-3的动力严重不足，而且很难操纵。它的起飞速度异乎寻常的高（260节，即482km/h），更糟的是，它的性能没有达到要求。它的第一次超音速飞行是一次向下15度的俯冲，速度为1.1马赫。X-3的最高速度为1.208马赫，这是它在1953年7月28日的一次向下30度的俯冲时达到的。
随后，X-3在1953年12月被送到美国空军，进行约定好的测试。X-3的低性能使整个计划不得不被简化。Frank Everest上校与查克·叶格各飞了三次。尽管是由美国空军飞行员来驾驶，但这几次试飞却被算做是NACA完成的。1954年7月查克·叶格最后一次驾驶X-3之后，NACA决定利用X-3来完成很少的试飞工作。最初的几次试飞被用来研究纵向稳定性，操纵性，机翼及尾翼负荷和气压。
1954年8月23日，NACA的飞行员 Joseph A . Walker完成了他的检验性试飞，在1954年9月至10月间，他又完成了八次试飞。1954年10月后期，对X-3的研究又将机身后部的稳定性与全机的方向控制包括了进来。在这些测试中，X-3将会在接近音速或超音速飞行时，在不转动方向舵的前提下突然做出横滚动作。虽然X-3拥有这样或那样的缺点，但是对于这些测试来说，X-3正是理想的机型。它的发动机，燃料和结构都集中在了它那又细又长的机身里，并且它的机翼又短又粗。这种布局的结果是：X-3的负载集中在了机身上而不是机翼上。它是试验机的典型布局。NACA的测试使X-3完成了几次很成功的试飞，但也使这架飞机差点坠毁。
1954年10月27日，Walker 在X-3速度达到0.92马赫，高度为30000英尺（9100米）时做出了一个很突然的向左横滚。
X-3的横滚与预料中的相同，但是横滚时它有20度的颠簸和16度的偏向。这架飞机旋转了足足5秒，然后它才重新获得了控制。紧接着，Walker驾驶着飞机去完成下一个任务。他让X-3进行俯冲，并且在高度为32356英尺（9862米）时把它加速到了1.154马赫，这时他又做出了一个很突然的向左横滚。
X-3在这时猛烈地向下加速，设定了一项新的重力加速度记录：-6.7g（-66 m/s²），然后它又向上加速到+7g(69 m/s²)。与此同时，X-3又在倾斜着飞行，又是一个2g（20 m/s²）的重力加速度。尽管这样，Walker 最后还是控制住了飞机并且成功地降落了。
后来的研究发现，在那个时候X-3的机身负载已经达到了极限。如果飞机继续加速的话就可能会解体。Walker与他的X-3一同经历了“横滚惯性力偶”：在一个轴上的机动会引起另外一个或两个轴不受控制地机动起来。与此同时，一些F-100也经历了相似的险境。为了研究这个现象和解决这个问题，NACA专门开展了一项计划。
对于X-3来说，这几次经历“惯性力偶”的飞行是整个计划的顶峰。在将近一年之后，X-3被送到地面保存，它再也没有飞过。Walker在1955年9月20日至1956年5月23日之间又完成了10次飞行。这架飞机随后被送到美国空军博物馆，并在那里退役。尽管X-3没有达到“在巡航速度为2马赫时提供有关空气动力的数据”的要求，它在军中服役的时间还是很有价值的。这架飞机展示出了“惯性力偶”的危险性，并且为对于这个现象的研究提供了数据。它的机翼样式被用在了F-104上，而且它还是第一批应用了钛的飞机之一。X-3极高的起飞与降落速度又促使了轮胎技术的发展。
X-3最大的贡献是它提供的关于“惯性力偶”的数据。这个现象会使飞机失去控制，而且它已经影响到了X-1和X-2的研究计划。

## 生产
研究人员一共预订了两架X-3，但是最终只造了一架，即49-2892号。它一共飞了51次。
1956年，49-2892号被送到美国空军国家博物馆，但是在2006年它在“研究与发展陈列馆”展出。

## 数据
基本信息
- 机组：1

性能
- 推重比：0.40

## 相关
相关开发
- F-104